# Депутатський час
«Депутатська година» (рос. Депутатский час) — радянський художній фільм 1980 року, знятий Одеською кіностудією.

## Сюжет
Вічне для Радянського Союзу «житлове питання» намагається вирішити для своїх виборців молодий і принциповий депутат міської Ради Серафімов. Зрештою йому вдається для ветеранів цегельного заводу не тільки «вибити» будинок з виготовленої ними цегли, але й заселити всіх в одну будівлю, щоб не дуже переживали розлуку, залишаючи багатонаселені комуналки…

## У ролях
- Володимир Волков — Серафімов
- Микола Гринько — Петрунін
- Надія Шумілова — Катя
- Юрій Мажуга — Курков
- Майя Булгакова — Анастасія Григорівна
- Ірина Гошева — Валентина Георгіївна
- Галина Макарова — баба Нюра
- Дмитро Орловський — Сергій Іванович
- Іван Матвєєв — дядько Міша
- Сергій Іванов — Коля
- Юрій Медведєв — Шошин
- Борис Зайденберг — Рогов
- Віктор Мірошниченко — Чубчиков
- Станіслав Купецький — Гриша
- Тетяна Конюхова — партпрацівник
- Володимир Васьковцев — Ілля Степанович
- Федір Ролдугін — член виконкому
- Валерій Мотренко — член виконкому
- Василь Векшин — член виконкому
- Андрій Гончар — член виконкому
- Семен Крупник — будівельник
- Лариса Грінченко — жителька Кірпічника
- Михайло Малицький — гість
- Людмила Логійко — Елла

## Знімальна група
- Режисер — Олександр Павловський
- Сценарист — Сергій Коковкін
- Оператор — Віктор Кабаченко
- Композитори — Ян Фрейдлін, Ян Френкель
- Художники — Михайло Кац, Равіль Шарафутдінов